# Bityite
La bityite est considérée comme un minéral rare, et membre final du sous-groupe du mica margarite qu'on trouve dans le groupe des phyllosilicates. Elle a été décrite pour la première fois par le minéralogiste français Alfred Lacroix en 1908, et plus tard sa composition chimique a été donnée par le professeur Strunz. De formule CaLiAl2(Si2BeAl)O10(OH)2, la bityite est étroitement associée au béryl (Be3Al2Si6O18) et cristallise généralement en pseudomorphes après lui, ou dans des cavités associées à des cristaux de béryl reformés. Le minéral est considéré comme un constituant de stade avancé dans les pegmatites contenant du lithium, et n'a été rencontré que dans quelques localités à travers le monde et a été nommé par Lacroix d'après le mont Bity, à Madagascar, où il a été découvert pour la première fois. Son symbole IMA est Bty.

## Occurrence géologique
La première description de la bityite par Lacroix en 1908, fait suite à sa découverte sur le Mont Bity, (actuellement mont Ibity), à Madagascar dans une champ de pegmatite nommé champ Sahatany. Elle a ensuite été trouvée dans une carrière de feldspath à Londonderry, en Australie occidentale, et d'autres occurrences ont été trouvées dans l'Oural moyen et trois pegmatites au Zimbabwe. Et plus récemment, des occurrences non-confirmées dans la région de Pizzo Marcio, Val Vigezzo dans le Piémont, en Italie, ont été découvertes. L'analyse la plus récente de ce minéral trouvée dans la littérature concerne un échantillon du dyke de pegmatite de Maantienvarsi dans la région d'Eräjärvi à Orivesi, dans le sud de la Finlande. Cet échantillon est étroitement associé au béryl ; soit dans des cavités avec des cristaux de béryl altérés, soit sous forme de pseudomorphe après le béryl. Le minéral a été trouvé dans des cavités contenant du microcline perthique, du plagioclase albitique, de la muscovite et de la tourmaline ; les pseudomorphes remplis de bityite contiennent des quantités de fluorite, de bertrandite, de fluorapatite, de quartz et de béryl. Le minéral se substitue à des portions de cristaux de béryl et est soit un produit de l'altération hydrothermale, soit un minéral magmatique à un stade avancé. 

## Composition chimique
La formule chimique actuelle de la bityite est CaLiAl2 (AlBeSi2)O10(OH)2. Le minéral a été analysé par Lacroix et a conclu qu'il s'agissait d'un nouveau minéral riche en concentrations de lithium et de béryllium. En 1947, Rowledge et Hayton découvrant un nouveau minéral à Londonderry, en Australie-Occidentale avec une composition chimique similaire, l'ont nommé bowleyite. Cependant, des études minéralogiques réalisées par Strunz ont confirmé plus tard que la composition chimique et les propriétés de la bowleyite étaient en fait de la bityite. Une analyse chimique récente trouvée dans la littérature scientifique a été effectuée avec des liquides lourds sur un échantillon de bityite du dyke Maantienvarsi pour dériver une formule calculée pour la bityite basée sur 24 oxygènes ; la formule chimique calculée est Ca1,19K0,03Na0,02(Li1,19Al3,68Mg0,35Fe0,13)5,35(Al1,53Be2,21Si4,26)8O19,30(OH)4,54F0,16.
Les échantillons du mont Bity, de Maantienvarsi et de Londonderry en Australie montrent des compositions chimiques similaires par rapport à la composition calculée de la bityite.

## Structure
La structure atomique dérivée par diffraction des rayons X sur poudre et analyse optique de la bityite est celle d'une modification à deux couches qui présente également une affinité complexe pour le macle. D'après des études réalisées sur des flocons de mica de l'échantillon de Maantienvarsi, le minéral est une variante à deux couches du polytype 2M1. La bityite a une structure de mica composée de feuilles tétraédriques et octaédriques et séparées par un cation intercalaire. Elle est considérée comme un mica cassant, et se distingue des vrais micas par une charge de couche d'environ -2,0 par unité ; en conséquence, leur cation intercouche est généralement du calcium ou du baryum. La structure de la bityite consiste en une substitution couplée (en) entre les feuilles de polyèdres. Cette substitution couplée du béryllium pour l'aluminium dans les sites tétraédriques permet une seule substitution de lithium pour une lacune sans aucune substitution octaédrique supplémentaire. Le transfert est complété par la création d'un feuillet tétraédrique de composition Si2BeAl. La substitution couplée du lithium avec la lacune et du béryllium avec l'aluminium tétraédrique maintient toutes les charges en équilibre ; ainsi, en résulte l'élément terminal trioctaédrique pour le sous-groupe margarite du groupe phyllosilicate.

## Propriétés physiques
La bityite est transparente à translucide, présente un fort éclat nacré et se présente sous la forme d'une masse jaunâtre blanche à fines écailles qui mesure généralement moins de 0,3 mm de diamètre,. Les analyses des propriétés physiques effectuées avec de la cristallographie de précision à l'aide d'un rayonnement de molybdène filtré au zirconium indiquent que la bityite présente une symétrie monoclinique et fait partie du groupe d'espace C2/c. La maille élémentaire est de taille a = 4,99 Å , b = 8,68 Å, c = 19,04 Å, β=95,17°, avec un volume de 821,33 Å3. Les indices de réfraction mesurés par la méthode d'immersion sont α = 1,650, β = 1,658, γ = 1,660 avec un calcul 2V de 52,9°. La gravité spécifique ou densité du minéral est de 3,14 et sa dureté est de 4 à 4,5 sur la base de l'échelle de dureté de Mohs.  L'éclat est vitreux et nacré sur les clivages, et il a un clivage micacé parfait sur l'indice de miller {001}.  L'habitus peut afficher des cristaux en lamelles minces et pseudohexagonaux. 